# Torneo de Estoril 2007
El Torneo de Estoril 2007 fue un evento de tenis disputado sobre tierra batida. Fue la edición nº18 del torneo, y formó parte de los eventos de categoría International Series del ATP Tour 2007, y un evento de la serie Tier IV del WTA Tour 2007. Tanto el torneo masculino como el femenino se celebraron en Oeiras, Portugal, desde el 30 de abril hasta el 6 de mayo de 2007.
El ganador en el cuadro masculino fue el tercer cabeza de serie Novak Djokovic, seguido del quinto cabeza de serie Richard Gasquet.

## Campeones

### Individuales Masculino
Novak Djokovic vence a  Richard Gasquet 7-6(7), 0-6, 6-1

### Individuales Femenino
Gréta Arn vence a  Victoria Azarenka 2-6, 6-1, 7-6(3)

### Dobles Masculino
Marcelo Melo /  André Sá vencen a  Martín Alberto García /  Sebastián Prieto 3-6, 6-2, [10-6]

### Dobles Femenino
Andreea Ehritt-Vanc /  Anastasia Rodionova vencen a  Lourdes Domínguez Lino /  Arantxa Parra Santonja 6-3, 6-2